# Guadalupe-Mabugnao-Mainit-Hot-Spring-Nationalpark
Der Guadalupe-Mabugnao-Mainit-Hot-Spring-Nationalpark liegt in der Provinz Cebu auf der Insel Cebu in den Philippinen. Der Nationalpark wurde am 17. Juni 1972 mit Inkrafttreten des Republikgesetzess 6429 auf einer Fläche von 57,50 Hektar in der Component City Carcar etabliert. Der Nationalpark liegt im Zentrum des Inselgebirges der Insel Cebu, ca. 50 Kilometer südwestlich von Cebu City.
Zu den Hauptattraktionen des Nationalparks gehören die Statuen von Heiligen und die Heiligenfigur des Santo Niño de Cebú.